# Marc Bloch
Marc Léopold Benjamin Bloch, född 6 juli 1886 i Lyon, död 16 juni 1944 i Saint-Didier-de-Formans, var en tongivande fransk medeltidshistoriker som bildade den historiografiska så kallade Annales-skolan.

## Biografi
Marc Bloch var son till professorn i antikens historia Gustave Bloch. Han studerade vid École Normale Supérieure (ENS) i Paris och vid Friedrich-Wilhelms-Universität zu Berlin och Leipzigs universitet. Under första världskriget var han i infanteriet och belönades med Hederslegionen för sina insatser.
Efter kriget var han professor vid Strasbourgs universitet tills han 1936 efterträdde Henri Hauser som professor i ekonomisk historia vid Sorbonne. En del av universitetet i Strasbourg är numera uppkallad efter honom.
År 1924 gav han ut ett av sina mest berömda verk, Les rois thaumaturges, i vilken han redogjorde för den urgamla traditionen att kungar ansågs kunna bota människor genom handpåläggning, vilket ännu var en levande idé under medeltiden. Denna folktro hade sitt ursprung i den magiska roll kungar spelade i äldre samhällen. Blochs bok fick ett stort inflytande, inte bara inom medeltidens socialhistoria utan även inom kulturantropologi.
Tillsammans med Lucien Febvre startade han tidskriften Annales d'histoire économique et sociale 1929. Tidskriften blev mycket inflytelserik, och gav namn åt den historiografiska skola de bildade. Blochs huvudsakliga bidrag var om feodalismen.
Bloch har utövat en fortgående påverkan på det historiografiska fältet med det ofullbordade manuskriptet Apologie pour l'Histoire som han arbetade på när han dödades av tyskarna. Blochs bok och What is History? av Edward Carr betraktas som regel vara 1900-talets viktigaste verk i historiografi.
Hans sista bok, L'Étrange Défaite, som publicerades postumt, är en kortfattad fastställelse av franska arméns hastiga nederlag i blixtkriget 1940. På grund av sin medverkan i franska motståndsrörelsen sköts han till döds av Gestapo under den tyska ockupationen.